# Parafia św. Józefa Oblubieńca w Luszowicach
Parafia św. Józefa Oblubieńca w Luszowicach – parafia rzymskokatolicka, znajdująca się w diecezji tarnowskiej, w dekanacie Tarnów Północ.